# Ordre Galibi
Le soufisme de l’ordre de Galibi est issu de la Qadiriyya-Rifa'iyya synthèse des ordres soufis les plus anciens et les plus populaires. Il a été appelé Qadiri-Rifa'i jusqu'en 1993 où il se sépare d'avec les mouvements dont il dérive. Le mouvement prend alors le nom de son chef le cheikh Galip Hasan Kuşçuoğlu. Son centre est à Ankara et le mouvement à des ramifications dans de nombreuses villes de Turquie : Istanbul, Çorum, Adana, Gaziantep (Doliché), Kütahya, Isparta et Antalya.
Le mouvement se réclame de l'école (madhhab) hanafite en matière de droit musulman et de jurisprudence (fiqh), mais ont une tendance à l'alévisme.